# Nevel (Musik)
Der Nevel (hebräisch נבל nével, altgriechisch νάβλα nábla), auch Nebel, war ein Saiteninstrument im Alten Israel sowie in den Nachbarkulturen. Er wird 28 Mal im Alten Testament erwähnt und dabei in 22 Fällen im Zusammenhang mit dem Kinnor genannt. Nevel kann auch ein Oberbegriff für Saiteninstrumente sein (kley nevalim 1 Chr 16,5  und kley nevel Ps 71,22 ).

## Übersetzung
Nevel wird im Deutschen oft mit „Harfe“ übersetzt, was aber unzutreffend ist. Die alten Übersetzungen sind hierbei nicht hilfreich, da sowohl Septuaginta als auch Vulgata mehrere Übersetzungen für die eine hebräische Vokabel bieten, im Folgenden geordnet nach Häufigkeit:
- Septuaginta: νάβλα, ψαλτήριον, όργανον, κινύρα;
- Vulgata: psalterium, lyra, nablium, kithara.

## Beschreibung des Instruments
Flavius Josephus unterscheidet Nevel und Kinnor folgendermaßen: der Nevel hatte mehr und dickere Saiten und wurde ohne Plektrum gespielt. Einer griechischen Quelle (Athenaios, Deipnosophistoi) zufolge soll der Schallkörper aus Lotosholz-Rippen bestanden haben. Der große Korpus erinnerte in seiner Form an einen Ledersack, wie er für Wasser oder Wein verwendet wurde (dieser hieß auch nevel). Das Instrument wurde beim Spielen auf den Boden gestellt, während der Kinnor in der linken Hand gehalten und mit der Rechten gespielt wurde.
Unklar ist die Bedeutung von nevel ʿāsōr, meist interpretiert als „nevel mit zehn Saiten“; dagegen spricht aber, dass nevel und ʿāsōr in Ps 92,4  zwei unterschiedliche Instrumente sind.

## Ensembles
„Der nevel diente als Tenor- oder Bassinstrument im Orchester des zweiten Tempels (ab Ende des 6. Jhs v. Chr.).“ Er war geradezu das Zunftinstrument der Leviten (1 Chr 25,1-6 ). Im Zweiten Tempel wurden, wie die Mischna erinnert, zwischen zwei und sechs nevalim eingesetzt (M Arachin II 3).
Ein der nabatäischen Kultur zuzuweisendes Terrakottarelief zeigt ein musizierendes Trio, das Nevel, Kinnor und Chalil (Doppelpfeife) spielt. Die Kombination dieser drei Instrumente ist auch in der Hymnenrolle von Qumran bezeugt. Hymnus 19 zeige, so Thomas Staubli, dass der Kinnor eher die tragische Funktion hatte, der Nevel die freudige und die Doppelpfeife die ekstatische.